# Заливной (Самарская область)
Заливной — посёлок в Богатовском районе Самарской области. Входит в состав сельского поселения Богатое.

## История
В 1960 году указом Президиума Верховного Совета РСФСР посёлок Марычевка переименован в Заливной.

## Население
| 2010 |
| ---- |
| 575  |

## Улицы
| - ул. Восточная, - ул. Дорожная, - ул. Заливная, | - ул. Зелёная, - ул. Лесная, - ул. Озёрная, | - ул. Песочная, - ул. Садовая, - ул. Школьная. - ул. Димитрова |